# Дейнеко, Евгений Анатольевич
Евгений Анатольевич Дейнеко (укр. Євген Анатолійович Дейнеко; 15 октября 1985, Черкассы, СССР) — украинский футболист, вратарь.

## Биография
Воспитанник черкасского футбола. В ДЮФЛ выступал за «СДЮШОР-Ходак» и «Черкассы-Зенит». Профессиональную карьеру начал в клубе «Борисфен-2». После играл за «Борекс-Борисфен», «Борисфен», «Крымтеплица». Осенью 2006 года перешёл в черкасский «Днепр». В команде дебютировал 21 июня 2007 года в матче против луцкой «Волыни» (0:0). Дейнеко стал известен после матча против команды «Еднисть» (0:2). В этом матче он забил гол со своей половины поля. Зимой 2009 года перешёл в криворожский «Кривбасс». В Премьер-лиге дебютировал 16 мая 2009 года в матче против днепропетровского «Днепра» (0:1). Дейнеко хорошо отыграл на своей позиции, за что сайт Football.ua включил его в символическую сборную тура.

## Личная жизнь
Его отец в Анатолий в прошлом профессиональный футболист он выступал на позиции вратаря. Играя за черкасский «Днепр» забил гол с пенальти.